# Grundoldendorf

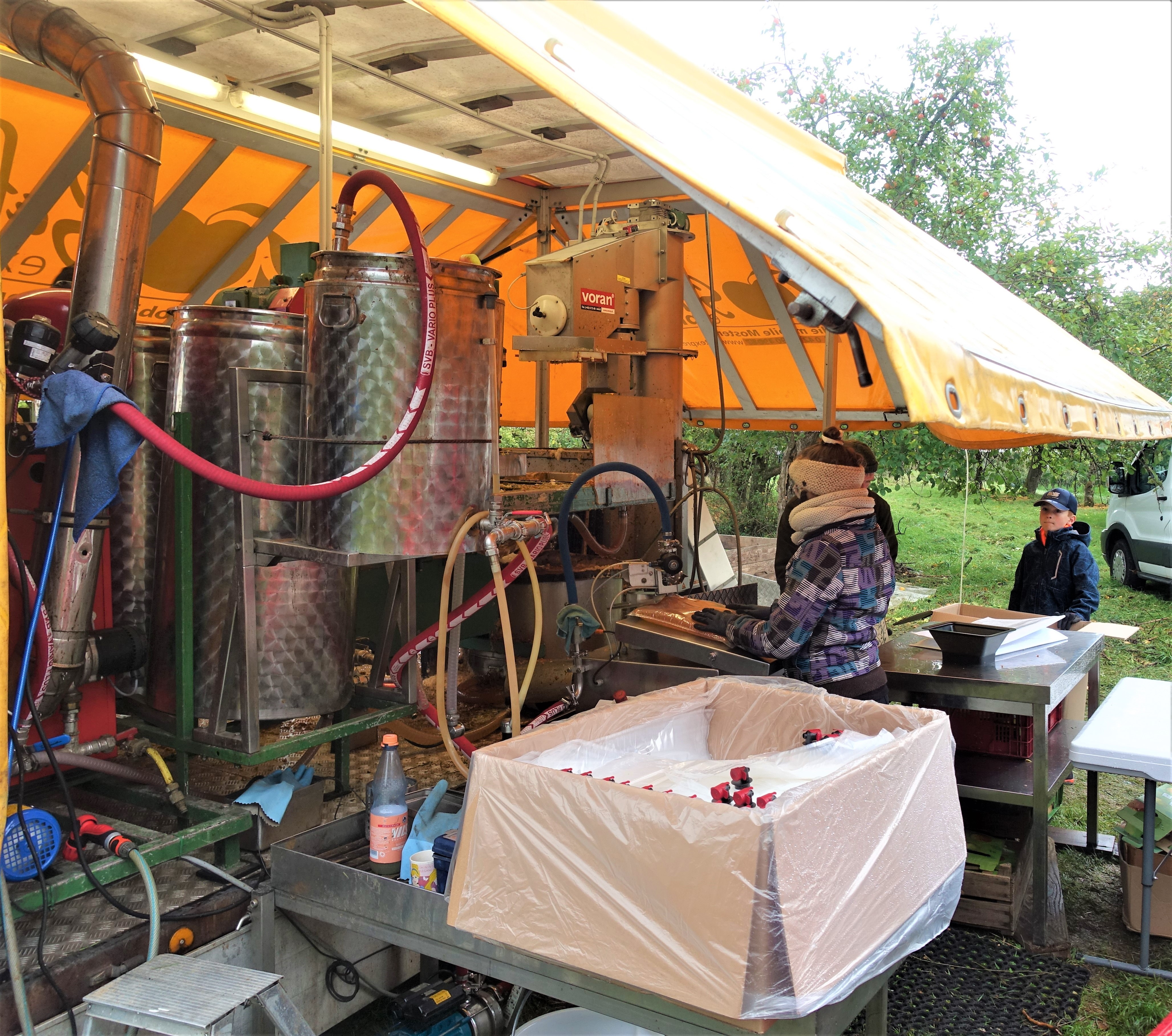
Herstellung von Apfelsaft in Grundoldendorf auf der Streuobstwiese

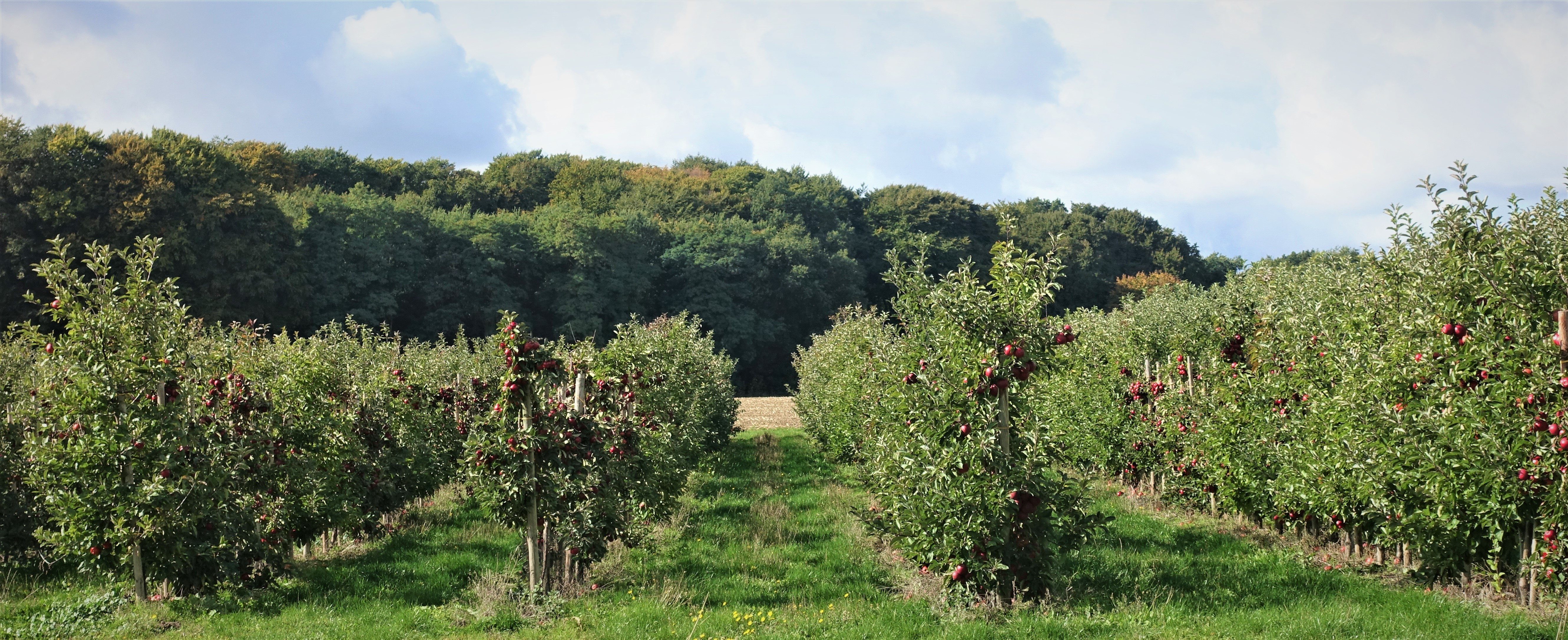
Apfelplantage in Grundoldendorf

Grundoldendorf ist ein Dorf mit etwa 100 Einwohnern westlich von Buxtehude bei Hamburg. Es gehört zur Gemeinde Apensen im Landkreis Stade in Niedersachsen (Deutschland).

## Geografie
Grundoldendorf liegt in der niedersächsischen Geest. Es ist umringt von den kleinen Waldstücken Dohren (phonetisch: Dorn), in dem sich die steinzeitlichen Hünenbetten von Grundoldendorf befinden, und Heestern. Zudem erstreckt sich die Feldmark in Richtung Bliedersdorf, Harsefeld, Ruschwedel, Apensen und Buxtehude-Hedendorf.

## Geschichte
Am 1. Juli 1972 wurde Grundoldendorf in die Nachbargemeinde Apensen eingegliedert.

## Hünenbetten von Grundoldendorf
Die Hünenbetten von Grundoldendorf im Landschaftsschutzgebiet Im Dohrn stellen ein einmaliges Ensemble von erhaltenen erweiterten Dolmen in Deutschland dar. Sie bestehen aus vier großen Betten, die alle einen quer gestellten „erweiterten Dolmen“ enthalten.